# Warcisławeik

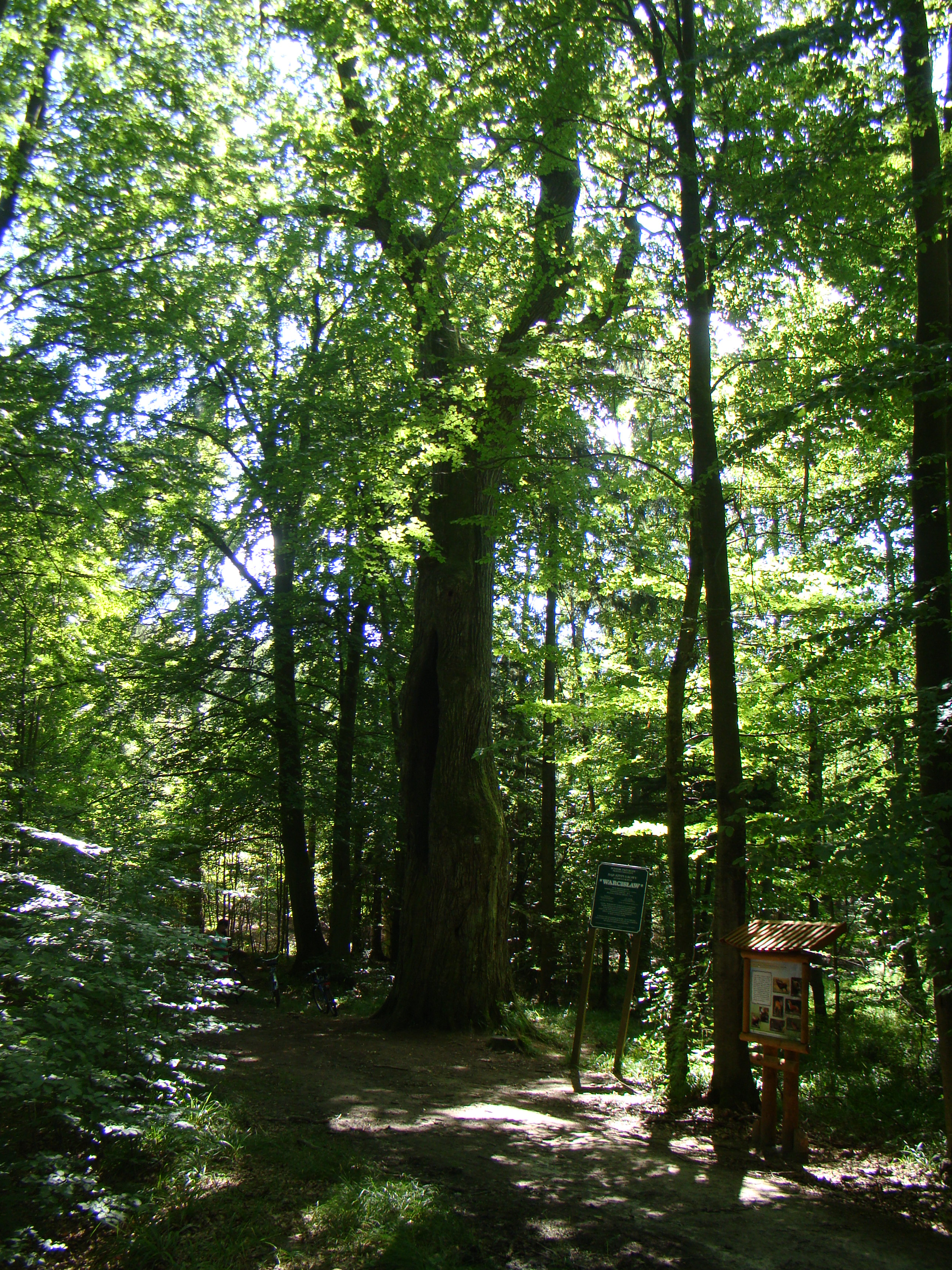

De Warcisławeik is een zomereik (Quercus robur) die groeit in het Kolbergerbos in Polen. Dit bos ligt binnen de gemeentegrenzen van de plaats Ustronie Morskie op een afstand van ongeveer 15 kilometer van de stad Kołobrzeg. Met een leeftijd van meer dan 640 jaar is het de op vijf na oudste eik in Polen. De Warcisław eik heeft een hoogte van 37 meter en een omtrek van 720 centimeter.